# 里奧·韋斯特曼
里奧·韋斯特曼（法語：Léo Westermann，1992年7月24日—），法國籃球運動員。在場上的位置是控球後衛。他現在效力於法國籃球甲級聯賽球隊利摩日CSP。他在2009年代表法國參加了歐洲U18籃球錦標賽並贏得銀牌。